# Ophryophryne microstoma
Espèce
Synonymes
- Ophryophryne poilani Bourret, 1937

Statut de conservation UICN

 LC  : Préoccupation mineure
Ophryophryne microstoma est une espèce d'amphibiens de la famille des Megophryidae.

## Répartition
Cette espèce est endémique du Sud-Est de l'Asie. Elle se rencontre :
- dans le sud de la République populaire de Chine dans les provinces du Guangxi, du Yunnan et du Guangdong ;
- dans le Nord et l'Est du Laos ;
- dans le centre-Nord de la Thaïlande ;
- dans le nord du Viêt Nam ;
- dans le nord-est du Cambodge.

## Publication originale
- Boulenger, 1903 : Descriptions of three new batrachians from Tonkin. Annals and Magazine of Natural History, sér. 7, vol. 12, p. 186-188 (texte intégral).